# Vito Di Terlizzi
Vito Di Terlizzi (Bari, 7 agosto 1930 – Bari, 15 aprile 2021) è stato un maratoneta italiano.

## Biografia
Nato nel 1930 a Bari, nel 1958 si è piazzato 13º in 2h31'09"0 (suo record personale) nella maratona agli Europei di Stoccolma.
A 30 anni ha partecipato ai Giochi olimpici di Roma 1960, nella maratona, non riuscendo ad arrivare al traguardo.

## Palmarès
| Anno | Manifestazione  | Sede      | Evento   | Risultato | Prestazione | Note |
| ---- | --------------- | --------- | -------- | --------- | ----------- | ---- |
| 1958 | Europei         | Stoccolma | Maratona | 13º       | 2h31'09"0   |      |
| 1960 | Giochi olimpici | Roma      | Maratona | dnf       | dnf         |      |

## Campionati nazionali
1955
- Argento ai campionati italiani di maratona - 2h34'41"0